# The Creation of Feminist Consciousness
The Creation of Feminist Consciousness (La creació de la consciència feminista) és un llibre escrit per Gerda Lerner que complementa The Creation of Patriarchy (La creació del patriarcat). Es va publicar l'any 1993 i constitueix la segona part de l'obra Women and History. Els temes que desenvolupa són l'estudi històric de l'aparició de la consciència feminista i les diferents formes de resistència que han estat desenvolupades per les dones. Hi documenta dotze segles en què les dones han lluitat per alliberar-se del pensament patriarcal i per construir una consciència feminista.

## Resum
Lerner va traçar una genealogia des de l'Edat Mitjana fins al segle xix, mostrant els diferents aspectes en què les dones han lluitat per la seva autonomia i per tenir una veu pròpia. Aquests límits temporals van ser escollits perquè es disposa de fonts escrites ja al segle vii i perquè el 1870 sorgeix el moviment sufragista a l’Europa occidental i als Estats Units.
Fa el retrat de místiques i visionàries, religioses catòliques, beguines, protestants, pietistes, quàquers i shakers, que van demostrar que eren “criatures iguals davant Déu”, capaces de comunicar-s'hi sense la mediació dels homes. Així esmenta des de Hildegarda de Bingen (segle xii), Guglielma de Bohême (segle xiii), Margarita Porete (segle xiii) i (segle xiv), Christine Ebner (segle xiv) o Juliana de Norwich (segle xv, fins a Teresa d'Àvila (segle xvi), Madame Guyon (segle xvii), Anna Vetter (segle xvii), Margaret Fell (segle xvii) o Ann Lee (segle xviii), entre moltes altres.
Altres es van afirmar a si mateixes a partir de la seva experiència comuna o “capacitat de ser mares”. Així esmenta Duoda (segle ix), Matilde de Magdeburg, Gertrudis d'Helfta, Margaret Fell i Sarah Grimké (segle ix).
D’altres van ser les que “es van autoritzar a si mateixes” a pensar i a escriure, desenvolupant la seva creativitat intel·lectual i artística, malgrat els impediments. Entre aquestes esmenta pensadores, escriptores i artistes com Maria de França (segle xii), Christine de Pizan (segle xv), Isotta Nogarola (segle xv), Marie de Gournay (segle xvii), Sor Juana Inés de la Cruz (segle xvii), Elisabeth Elstob (segle xvii), Mary Wollstonecraft (segle xviii), Jane Austen (segle xvii) j (segle xviii), Flora Tristán (segle xix), així com moltes escriptores, novel·listes i poetes del segle (segle xix), com Emily Dickinson, les germanes Anne Brontë, Charlotte Brontë i  Emily Brontë, George Eliot, George Sand i Elizabeth Barrett Browning.
Per a ella, aquesta és la “història de les dones” que restava per fer, la que faltava per explicar.

## Contingut
Lerner entenia la història com un projecte transformador que ens ajuda a entendre el present. Per això, la memòria i la seva recuperació són claus per a l'emancipació. Per a ella, el col·lectiu de dones no es pot analitzar com altres minories, ja que representa la meitat de la humanitat i és objecte d'una opressió molt específica que precedeix la resta d’opressions.
Les dones han estat excloses de la historiografia, ja que aquesta era escrita per homes, generalment lligats al poder estatal, i que reflectien els esdeveniments polítics del poder, les obres dels governants i poderosos, i els fets bèl·lics i els seus actors. Així, Lerner en aquest llibre explica exhaustivament com, en països com Anglaterra, Alemanya, França i els Estats Units, les dones van lliurar batalles aïllades per la seva emancipació, però que no van tenir continuïtat.
L'essència de la relació tan diferent que tenen homes i dones amb els processos històrics és conseqüència del fet que les dones han hagut d’invertir sempre molta energia en “reinventar la roda, una vegada i una altra, generació rere generació”, mentre que els homes han format el seu pensament a partir dels d'altres homes, que han recollit els conceptes més importants de la civilització occidental i els han transmès d’una generació a una altra. Les dones han hagut de començar de zero cada cop, sense poder utilitzar les experiències de les seves avantpassades.
Aquesta manca de representació històrica ha provocat que la institucionalització dels drets hagi tingut l'home com a figura dominant de l'ordre social. Lerner va exposar la dificultat de les dones per accedir al saber sense la construcció d’un “discurs emancipador” col·lectiu.
Al llarg de la història han existit sempre vies d'escapament per a les dones de les classes elitistes, el principal privilegi de les quals era l'accés a l’educació. Però el domini masculí de les definicions ha estat deliberat i generalitzat, i l’existència d’unes dones molt instruïdes i creatives ha deixat escasses petjades després de quatre mil anys. De manera universal, les dones de qualsevol classe han disposat sempre de menys temps lliure que els homes i, com que han de criar els seus fills a més de tenir cura de la família, el poc temps lliure que tenien no era generalment per a elles.
L'any 1975, Lerner ja es referia a les primeres etapes de la recerca en la història de les dones com a "història compensatòria" i "història contributiva", i plantejava una sèrie de preguntes addicionals per comprendre les tensions culturals entre dones i homes.